# Зенович, Георгий
Георгий Зенович (пол. Zienowicz или Zenowicz; около 1782—1853) — польский легионер в армии Наполеона.
Поступил в 1799 году в польский легион французской армии и, отличившись в битве при Нови, получил французское гражданство. Участвовал почти во всех наполеоновских походах.
Во время Ста дней Зенович находился в главной квартире императора и после второй реставрации был одним из обвиняемых в процессе о свержении с престола Бурбонов. Суд приговорил его к ссылке, которая, по ходатайству императора Александра I, была смягчена на вечное изгнание из Франции.
Зенович удалился в Германию, во время испанской революции находился при Риего, затем жил в Брюсселе, занимаясь литературой.